# Delta (Colorado)
Delta is een plaats (city) in de Amerikaanse staat Colorado, en valt bestuurlijk gezien onder Delta County.

## Demografie
Bij de volkstelling in 2000 werd het aantal inwoners vastgesteld op 6400.
In 2006 is het aantal inwoners door het United States Census Bureau geschat op 8366, een stijging van 1966 (30.7%).

## Geografie
Volgens het United States Census Bureau beslaat de plaats een oppervlakte van
14,3 km², waarvan 13,8 km² land en 0,5 km² water. Delta ligt op ongeveer 1570 m boven zeeniveau.

## Plaatsen in de nabije omgeving
De onderstaande figuur toont nabijgelegen plaatsen in een straal van 40 km rond Delta.